# Dolmen de La Lapita
El dolmen de la dehesa de la Lapita se encuentra cerca de la carretera BA-026, a unos cuatro kilómetros al noroeste de Barcarrota, en la provincia de Badajoz, en Extremadura (España).
El dolmen yace en los restos de su montículo. Se han conservado completamente cuatro piedras de soporte de la cámara y su cubierta plana (2,60 x 2,10 m) y delgada. Tres piedras de la cámara y (todos) cuatro del pasillo están rotas. La arquitectura del dolmen, no lejos de la frontera con Portugal, está influenciada por la forma típica del oeste de Antas y no por los dólmenes de España. 
Cerca se encuentra el dolmen el Milano (también llamado Cerca del Milano), uno de los dólmenes más grandes de Extremadura, y otros siete dólmenes, en su mayoría muy dañados. 